# Березине (Коростенський район)
Березине́ (до 1946 року — Берківка) — село в Україні, у Малинській міській територіальній громаді Коростенського району Житомирської області. Чисельність населення становить 112 осіб (2001). У 1923—60 та 1965—88 роках — адміністративний центр однойменної сільської ради.

## Населення
Станом на 1900 рік — 109 мешканців та 25 дворів, за іншими даними — 27 дворів та 134 жителі, з них — 70 чоловіків та 64 жінки.
У 1926 році в селі налічувалося 356 жителів дворів — 71, у 1941 році — 367 осіб, дворів — 92.
У 1972 році кількість мешканців становила 219 осіб, дворів — 88.
Відповідно до результатів перепису населення СРСР, кількість населення, станом на 12 січня 1989 року, становила 142 особи.
Станом на 5 грудня 2001 року, відповідно до перепису населення України, кількість мешканців села становила 112 осіб.

### Мова
Розподіл населення за рідною мовою за даними перепису 2001 року:
| Мова       | Кількість | Відсоток |
| ---------- | --------- | -------- |
| українська | 109       | 97.32%   |
| російська  | 3         | 2.68%    |
| Усього     | 112       | 100%     |

## Історія
Відоме з другої половини 19 століття. У 1900 році — слобода у Малинській волості Радомисльського повіту; лежить на річці Здрівля, біля с. Гутка-Логанівська, за 30 верст від м. Радомисля.
Відстань до найближчої пароплавної станції в Чорнобилі — 101 верста, до телеграфної та поштової земської станцій, у м. Малин — 8 верст. Власницьке сільце, в котрому землі 90 десятин, що належить поселенцям. Головне заняття мешканців — рільництво з трипільною системою обробітку ґрунту.
7 листопада 1921 р. під час Листопадового рейду через Берківку проходила Подільська група (командувач Сергій Чорний) Армії Української Народної Республіки. Тут відбувся бій з частинами московських військ загальною чисельністю близько 100 кіннотників та 200 піхотинців. Українці здобули перемогу, захопивши 40 коней, 2 скоростріли і кількох полонених, яких було розстріляно. В бою було поранено 4 козаків і 1 старшину.
У 1923 році село увійшло до складу новоствореної Берківської (згодом — Березинська та Горинська) сільської ради, котра, від 7 березня 1923 року, стала частиною новоствореного Малинського району Малинської округи; адміністративний центр ради. 7 червня 1946 року, відповідно до указу Президії Верховної ради УРСР «Про збереження історичних найменувань та уточнення і впорядкування існуючих назв сільрад і населених пунктів Житомирської області», село перейменоване на Березине.
14 березня 1960 року, відповідно до рішення Житомирського облвиконкому № 227 «Про зміни в адміністративно-територіальному поділі сільських рад Малинського р-ну», село втратило статус центру ради через його перенесення до с. Горинь. 28 квітня 1965 року, Житомирський ОВК, рішенням № 240 «Про перенесення адміністративних центрів окремих сільрад», повернув адміністративний центр ради до Березного. 17 червня 1988 року виконавчий комітет Житомирської обласної ради повторно переніс центр сільської ради до с. Горинь.
12 червня 2020 року, відповідно до розпорядження Кабінету Міністрів України № 711-р від 12 червня 2020 року «Про визначення адміністративних центрів та затвердження територій територіальних громад Житомирської області», територію та населені пункти Горинської сільської ради Малинського району включено до складу новоутвореної Малинської міської територіальної громади Коростенського району Житомирської області.